# A&W Restaurants
A&W Restaurants è una catena statunitense di fast food.

## Storia
La A&W Restaurant è la più antica catena di fast food del mondo essendo stata fondata nel 1919. Il nome è dovuto all'iniziale del cognome dei due fondatori Roy W. Allen e Frank Wright. Inizialmente Allen aveva avviato un business vendendo birra di radice entrando poi in società con Wright, i due grazie ai proventi derivanti dal successo di questa attività avviarono un ristorante che divenne ben presto una catena.
I due fondatori furono tra i primi al mondo ad utilizzare il modello del franchise per espandersi, arrivando negli anni sessanta ad avere più di 2.000 ristoranti complessivi.
Nel 1972 la filiale canadese è stata venduta alla Unilever e si è separata dalla casa madre, nel 1995 è diventata completamente indipendente e tuttora opera in modo autonomo (nonostante il logo sia rimasto identico) con il nome di A&W Food Services of Canada; in base ad un accordo tra le compagnie la A&W Restaurants può utilizzare il logo comune in tutto il mondo mentre la A&W Food Services of Canada può utilizzarlo solo in Canada. Il logo delle aziende pertanto è sostanzialmente identico nel disegno e varia solo nei colori (in quello americano marrone scuro e marrone chiaro, in quello canadese sono marrone scuro e arancione). L'accordo vale anche per il nome dei prodotti venduti nei ristoranti, attualmente però le due aziende hanno menù completamente separati ad eccezione del Papa Burger, presente in entrambi i listini.
Negli anni seguenti la catena è diventata di proprietà della Yorkshire Global Restaurants, poi nel 2002 l'intera YGR è stata venduta alla Tricon Global Restaurants (a seguito dell'acquisto rinominata Yum! Brands) e pertanto A&W Restaurants e Long John Silver's sono entrate a far parte del gruppo comprendente anche Pizza Hut, KFC e Taco Bell.
Nel 2011 la catena è stata venduta ad un consorzio di proprietari di ristoranti in franchise riuniti in una società chiamata A Great American Brand a seguito di un piano del management di ridurre gli investimenti sulle catene più piccole (anche Long John Silver's era stata venduta due mesi prima alla LJS Partners) per concentrarsi sull'espansione internazionale dei brands più grandi.